# 双溪文庙
双溪文庙，又称屏南文庙、学宫，位于中国福建省宁德市屏南县双溪镇镇区西北，是清代福建福州府屏南县的县学文庙，始建于清朝乾隆年间（一说雍正十二年），历朝历代多次修缮。文庙最初为一个建筑群，包括了大成殿、明伦堂、崇圣祠、名宦祠、乡贤祠等完善的文庙结构，中华人民共和国发动大跃进之后仅存大成殿和崇圣祠等建筑，但双溪文庙仍是宁德市境内唯二存留至今的文庙（另一个是仅存明伦堂的宁德文庙），且是保存最为完善的文庙建筑。2005年5月，福建省人民政府将屏南文庙列为第六批福建省文物保护单位。

## 历史
在屏南建立县级区划之前，县内并没有官办的孔庙与县学机构，屏南地区的学生需到当时境域所属的古田县的县治上学。双溪镇原是屏南旧县治，设治时间自屏南建县的清朝雍正十二年（1734年），至中华人民共和国成立之初的1950年，累计215年，故屏南县境内的众多旧县级机关都位于双溪镇。乾隆元年（1736年），文庙在屏南县知县沈鍾的倡导下建立（有说法认为文庙建立于屏南建县之初的雍正十二年，即1734年，由屏南首任知县朱岳楷建立），乾隆四十年（1775年）知县赵大宾重建，乾隆五十二年（1787年），知县袁珖率武举人薛文潮等人对文庙进行重修。此后直至民国9年（1920年），文庙累计修缮、扩建17次。大跃进时期，文庙的左右建筑大多拆做他用，仅存大成殿和崇圣祠建筑。2005年，双溪文庙入选第六批福建省文物保护单位。2020年代，屏南县人民政府着手对双溪文庙进行修缮，以开发其作为旅游景点的价值。

## 建筑

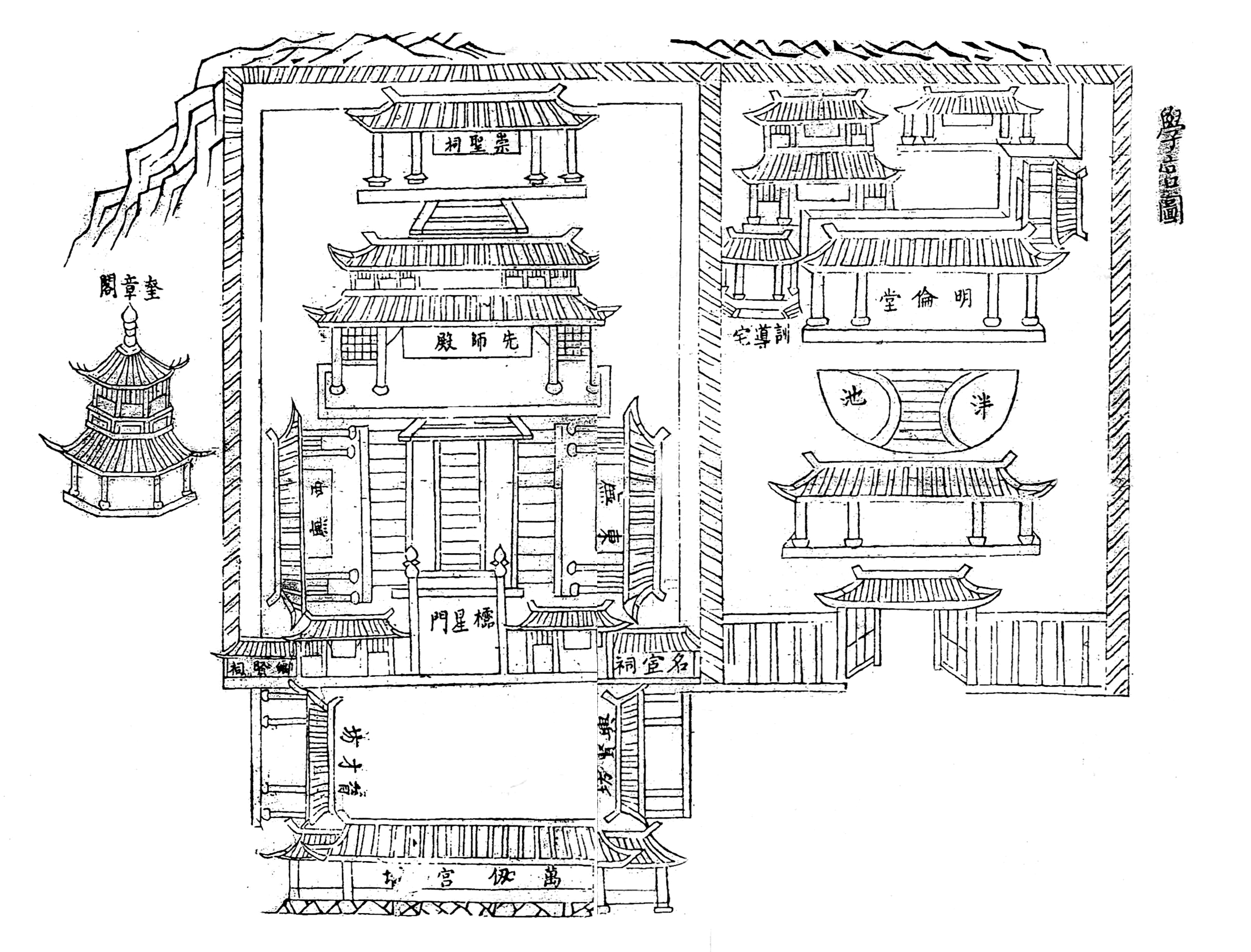
乾隆五年（1740年）《屏南县志》学宫图

双溪文庙建筑坐北朝南，现存有棂星门、泮池、大成殿和崇圣祠等位于中轴线的建筑以及东西两庑等，而历史上规模最大之时，文庙除现存建筑外，还有明伦堂、训导宅、名宦祠、乡贤祠、奎光阁和尊经阁等建筑，以及祭器库、乐器库、省牲所、更衣亭、学仓、神厨等附属建筑。文庙现存的整体建筑进深82.88米，面阔20.81米，占地面积达1561.54平方米。
大成殿为重檐歇山顶，抬梁、穿斗式木构架，带有五步梁的前廊，前檐则施柱头科斗拱，面阔五间、14.93米，进深七间、14.15米，中部五架梁上设藻井。大成殿前建有月台，月台周围围以高约1米的石栏杆。月台前的棂星门为屋宇式，并非常见的牌坊式或牌楼式棂星门，面阔五间，中三间开门，棂星门再前则是泮池。大成殿后侧是崇圣祠，但内部已毁坏，仅有主体框架仍存。宫内保存有三通石刻碑记，包括道光十七年（1837年）重修学庙碑记、民国9年（1920年）重修文庙碑等。建筑外的围墙为闽东建筑风格的封火墙，为前后相贯的一字迭落式，上书有“万仞宫墙”字样。
在文庙建筑保存完好之时，泮池前原有“兴贤”和“育才”两个石坊，兴贤坊正中刻有“高山仰止”，左侧刻“金声玉振”，右侧刻“江汉秋阳”；育才坊正中则刻有“仰之弥高”，左侧刻“道冠古今”，右侧刻“德配天地”，这些文字（包括道光十七年碑记、墙外的“万仞宫墙”）均由当时的训导凌翰于道光十七年（1837年）书写。东侧廊庑之外还曾有名宦祠，主祀屏南知县沈钟、训导凌翰，右侧的乡贤祠主祀宋朝国子监书库官张疆、明朝刑部郎中章润。现今，名宦祠等建筑都已坍塌，祭器库、乐器库内的藏品也已佚失，石坊则被拆除用以铺路。

## 图集

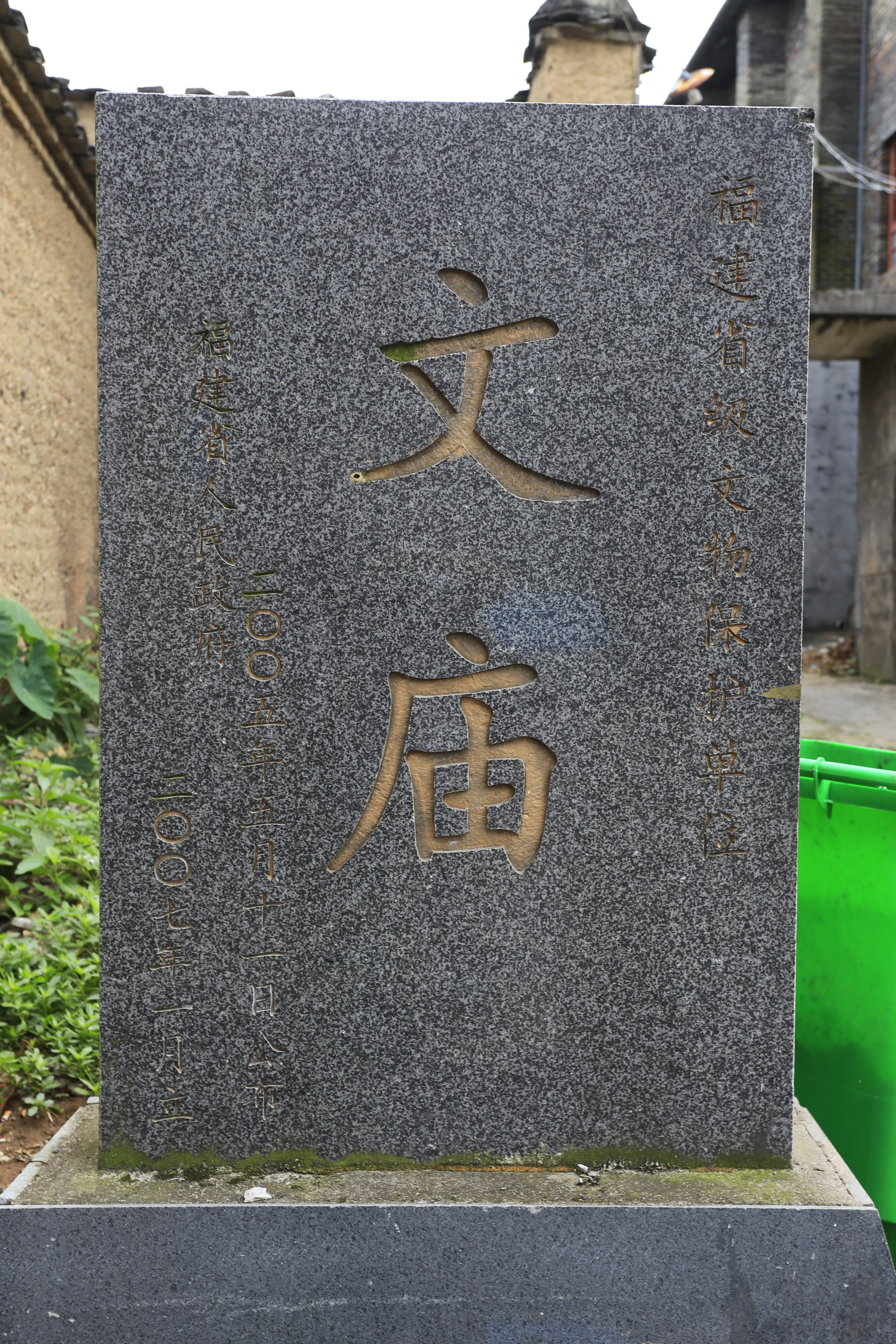
文物保护单位标志
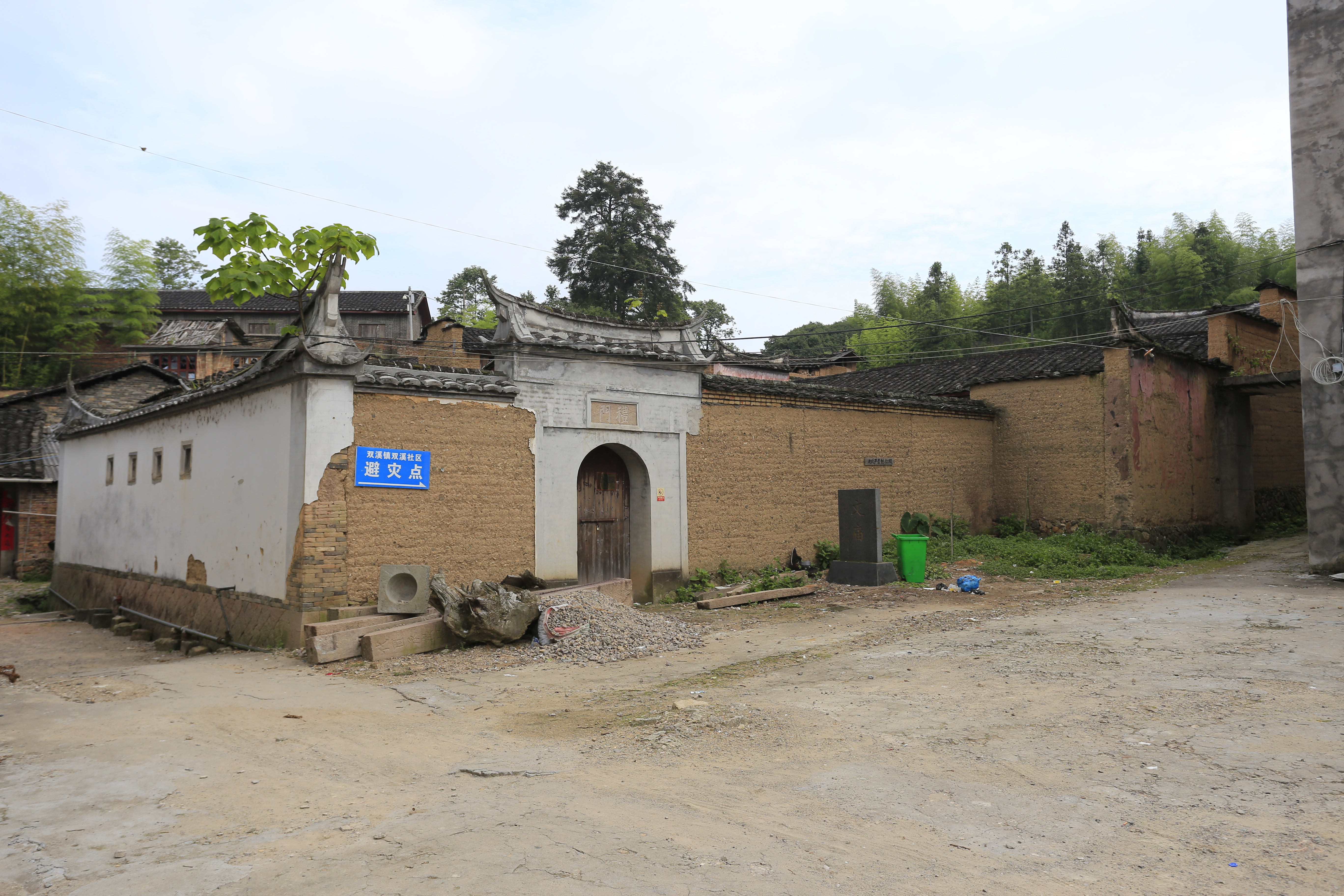
礼门和万仞宫墙
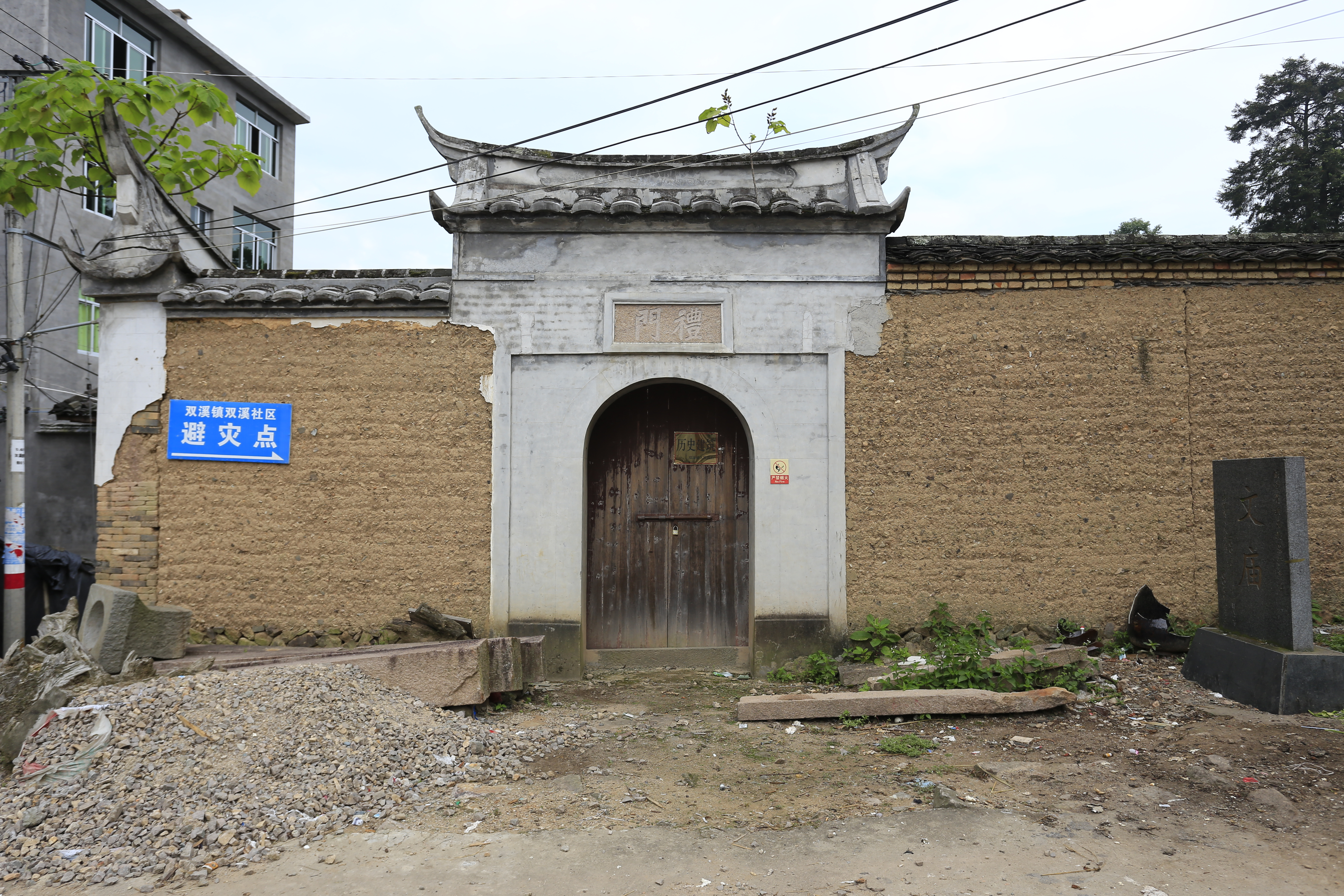
礼门
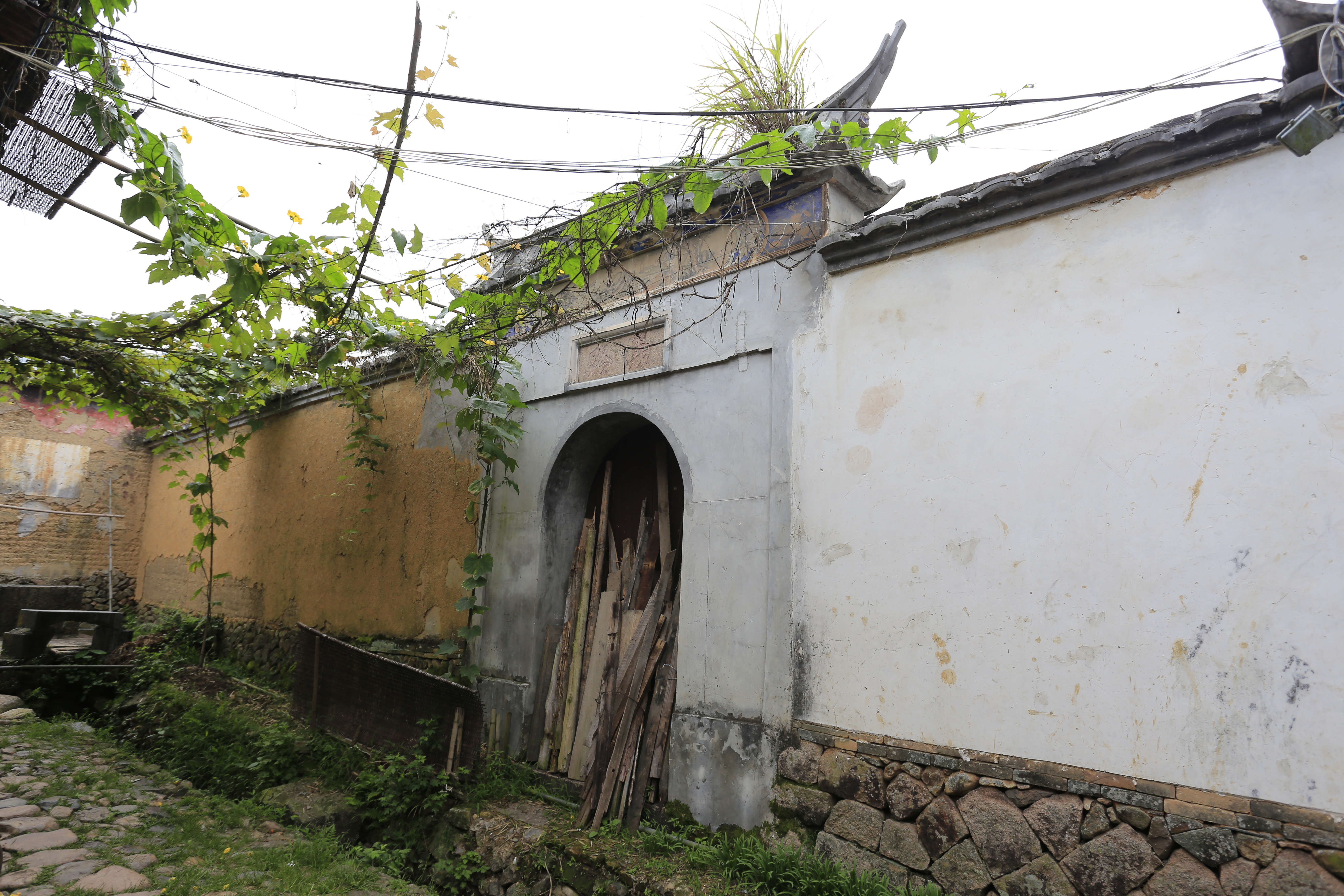
义路
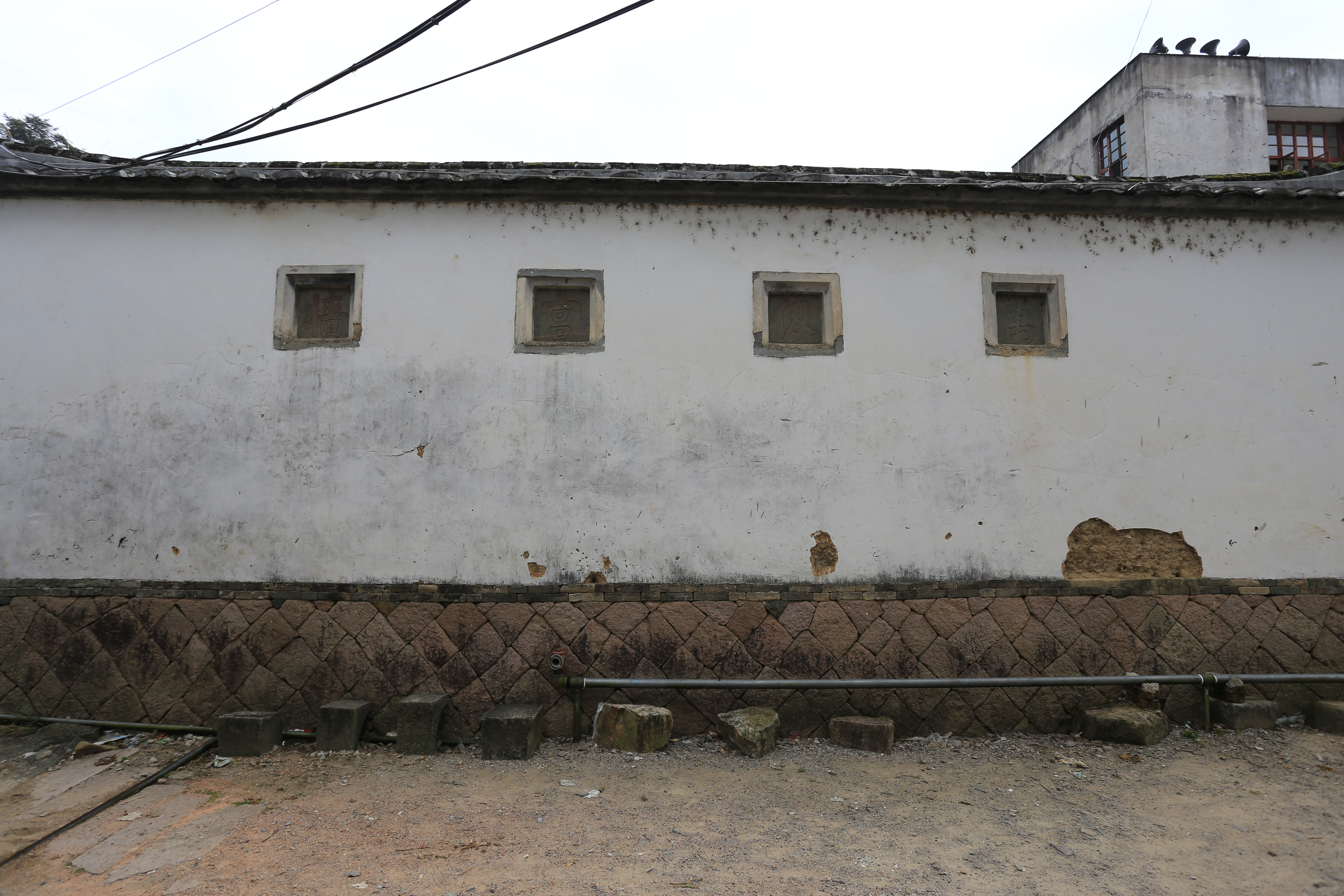
万仞宫墙
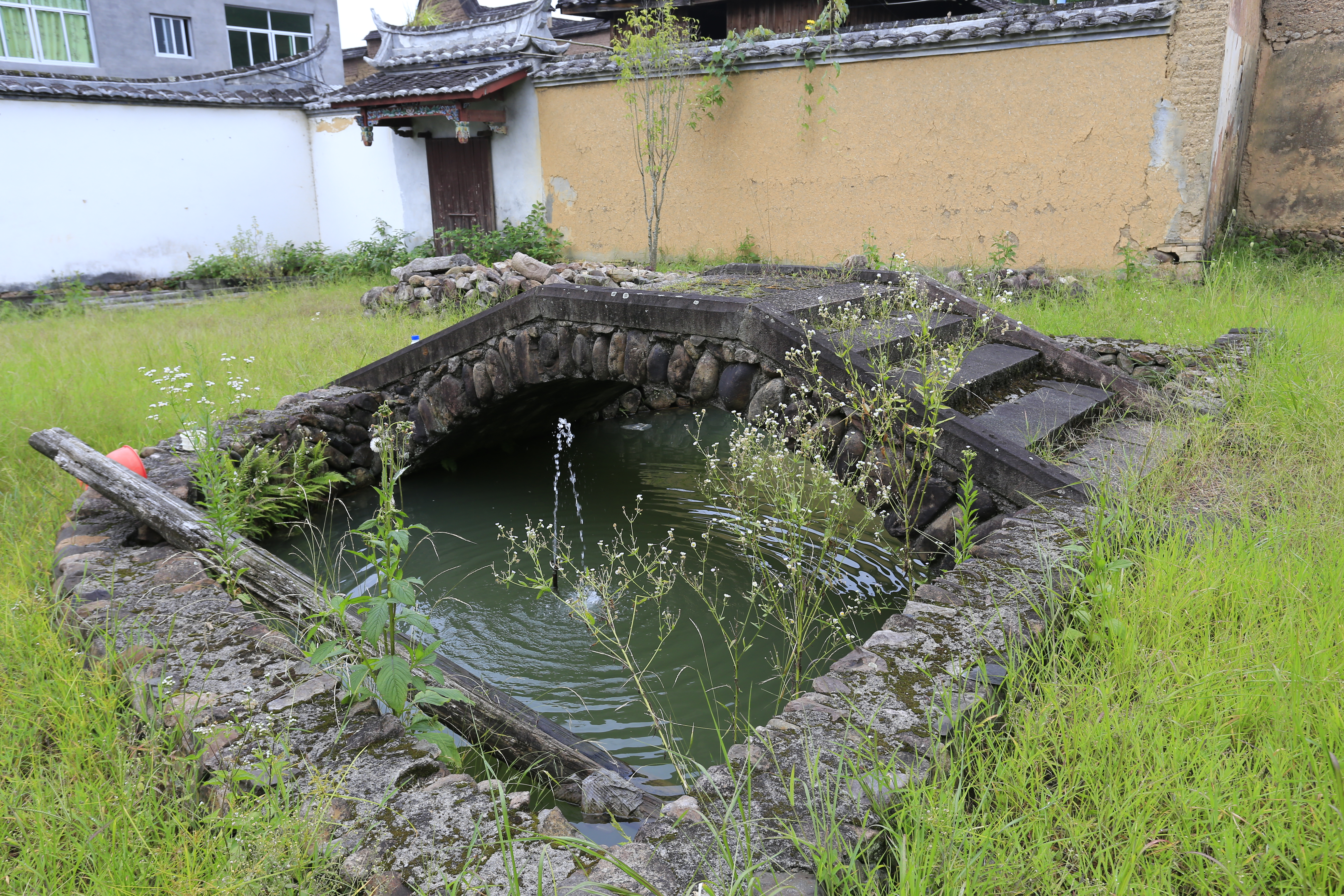
泮池
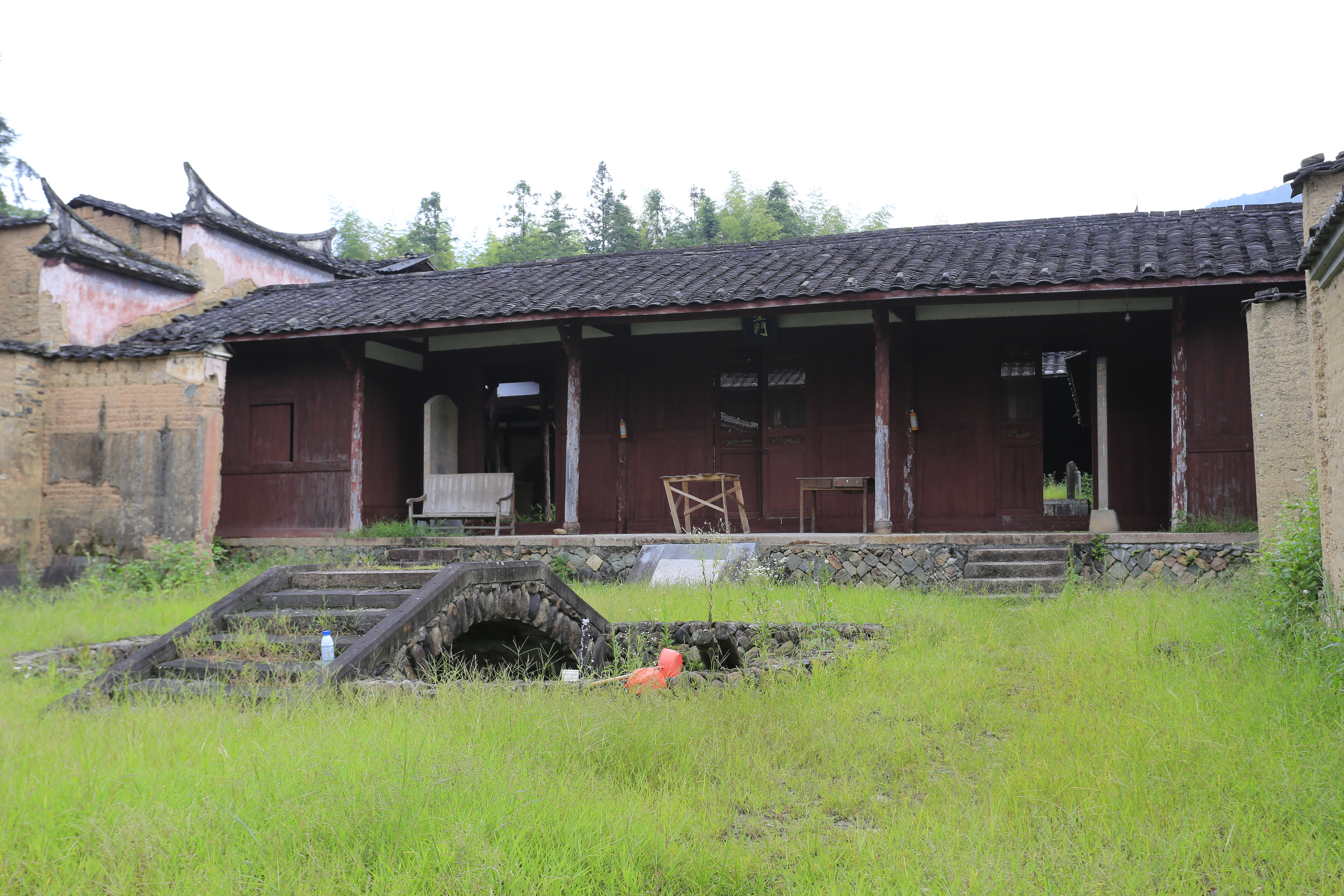
棂星门
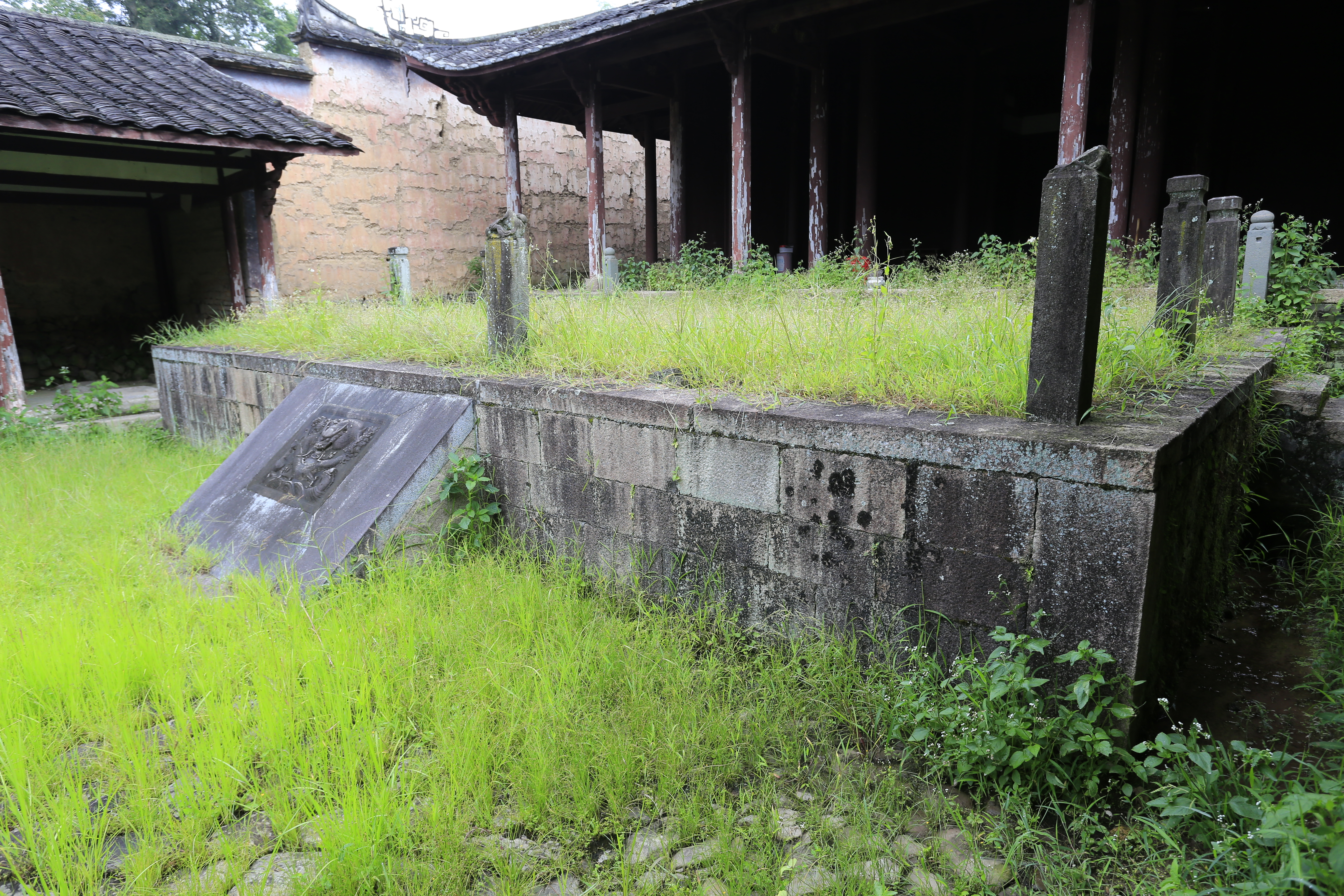
大成殿前月台
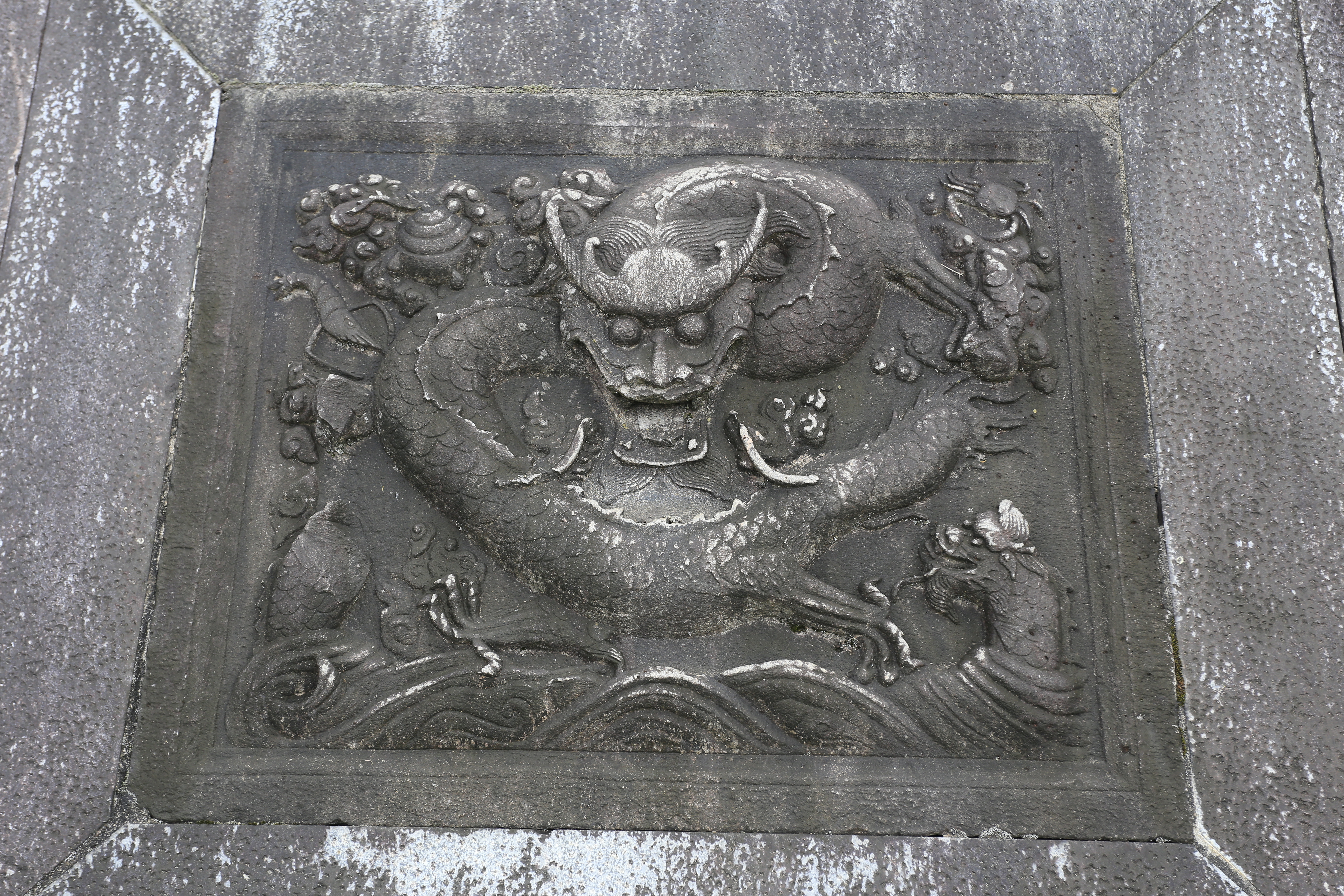
御道石刻
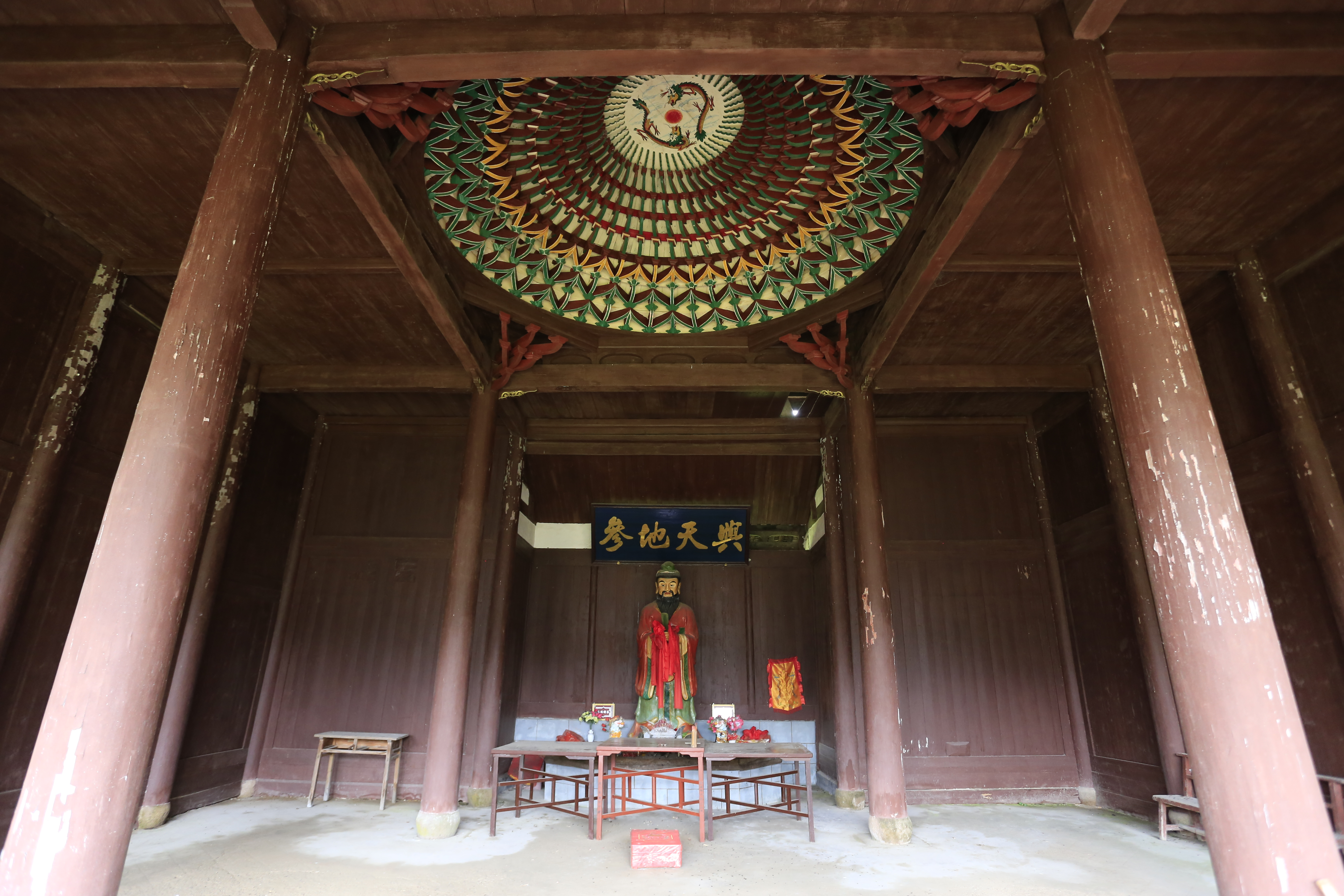
大成殿内部
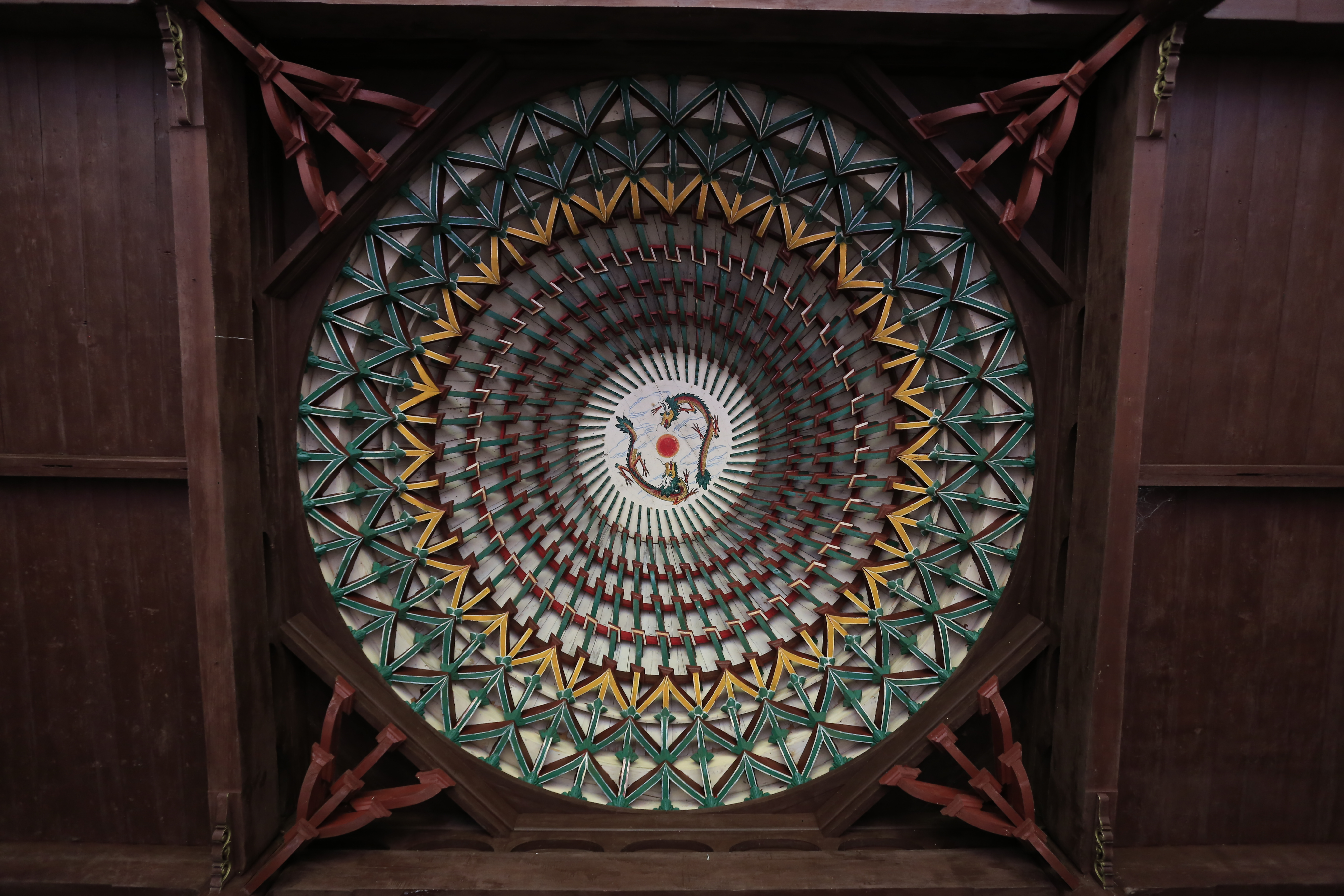
大成殿藻井
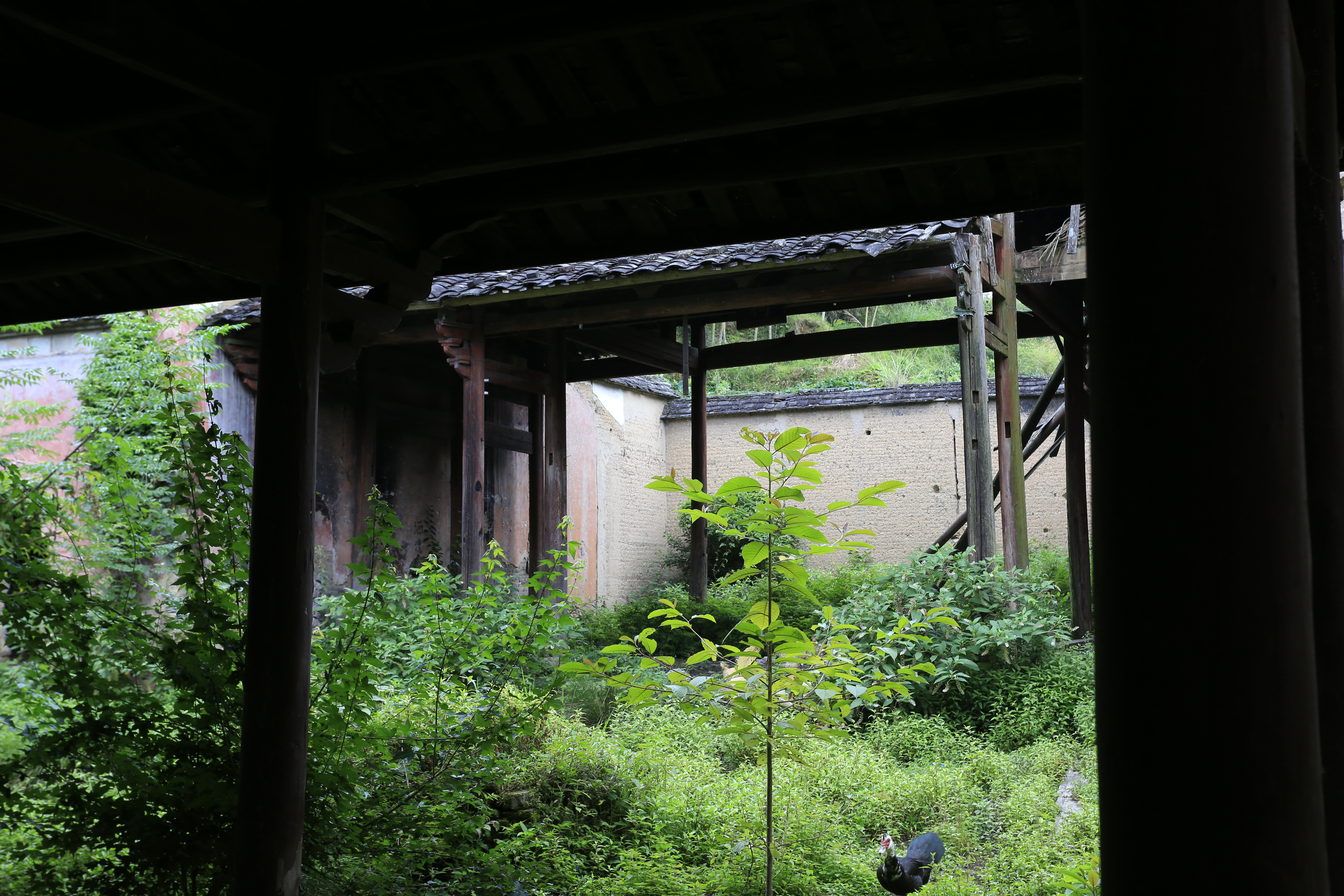
崇圣祠